# Matin Bonheur (Côte d'Ivoire)
Pour les articles homonymes, voir Matin Bonheur.
Matin Bonheur est une émission de télévision diffusée de 06h05 à 08h30, du lundi au samedi sur La Première (chaîne de télévision ivoirienne).  Cette production qui a débuté le 4 avril 2007, a passé le cap de la 700e émission, sans interruption, le 18 avril 2009. Animée par Soum Saint Félix (lundi, mardi et mercredi) et Yolande Kouadio (jeudi, vendredi et samedi) l'émission jouit d'une audience interne au pays mais également, grâce à l'internet et la diffusion par satellite, de téléspectateurs du reste du monde.
Matin Bonheur encourage la participation de l'audience.